# Limnonectes kenepaiensis
Limnonectes kenepaiensis är en groddjursart som först beskrevs av Robert F. Inger 1966.  Limnonectes kenepaiensis ingår i släktet Limnonectes och familjen Dicroglossidae. IUCN kategoriserar arten globalt som otillräckligt studerad. Inga underarter finns listade i Catalogue of Life.